# Bahnstrecke Oelsnitz–Oelsnitz Kaisergrube
| Streckennummer: | sä. OeK              |                                      |                                      |
| Kursbuchstrecke: | -                    |                                      |                                      |
| Streckenlänge: | 2,16 km              |                                      |                                      |
| Spurweite: | 1435 mm (Normalspur) |                                      |                                      |
| Maximale Neigung: | 1,4 ‰                |                                      |                                      |
| Minimaler Radius: | 300 m                |                                      |                                      |
| |                      |                                      |                                      |
| \| \| \| von St. Egidien \| \| \| \| -0,129 \| Oelsnitz (Erzgeb) \| 380 m \| \| \| \| nach Stollberg (Sachs) \| \| \| \| \| Anst Friedensschacht / Hedwigschacht \| \| \| \| \| Anst Concordiaschacht \| \| \| \| 2,030 \| Ldst Oelsnitz Kaisergrube \| 350 m \| |                      |                                      |                                      |
| Strecke |                      | von St. Egidien                      | von St. Egidien                      |
| Bahnhof | -0,129               | Oelsnitz (Erzgeb)                    | 380 m                                |
| Abzweig ehemals geradeaus und nach rechts |                      | nach Stollberg (Sachs)               | nach Stollberg (Sachs)               |
| Abzweig geradeaus und von rechts (Strecke außer Betrieb) |                      | Anst Friedensschacht / Hedwigschacht | Anst Friedensschacht / Hedwigschacht |
| Abzweig geradeaus und von rechts (Strecke außer Betrieb) |                      | Anst Concordiaschacht                | Anst Concordiaschacht                |
| Betriebs-/Güterbahnhof Streckenende (Strecke außer Betrieb) | 2,030                | Ldst Oelsnitz Kaisergrube            | 350 m                                |

Die Bahnstrecke Oelsnitz–Oelsnitz Kaisergrube war eine nur dem Güterverkehr dienende Nebenbahn in Sachsen. Sie begann im Bahnhof Oelsnitz (Erzgeb) der Bahnstrecke Stollberg–St. Egidien und führte zum Steinkohlenschacht Kaisergrube in Gersdorf. Die 1879 eröffnete Strecke wurde in den 1930er Jahren stillgelegt und abgebrochen.

## Geschichte

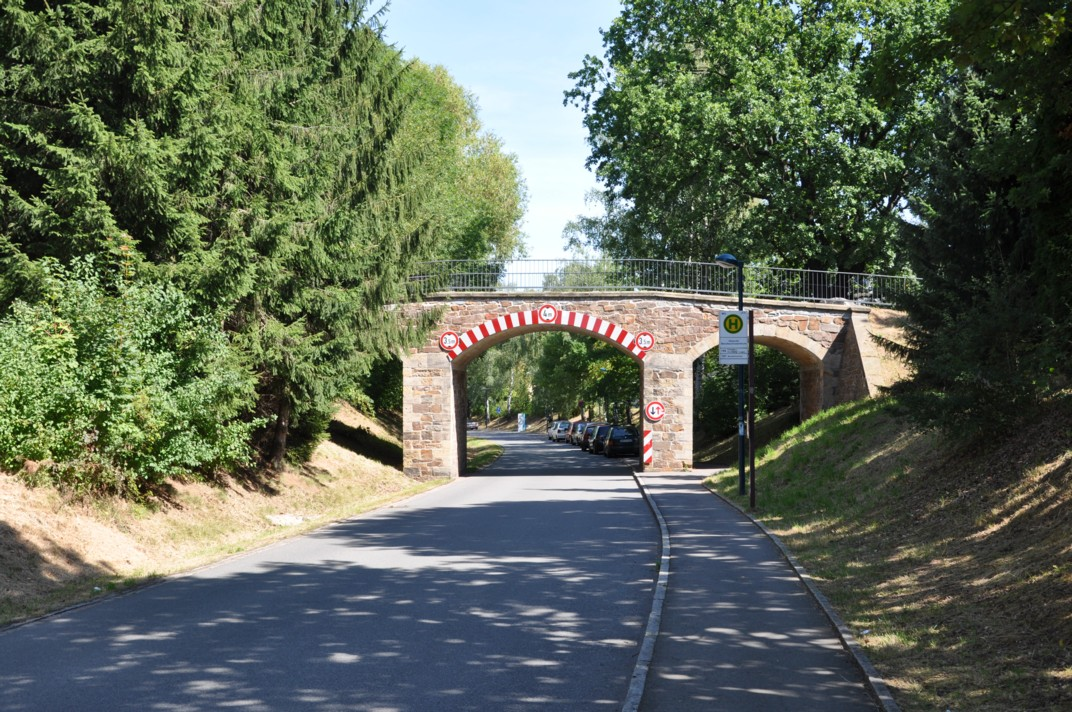
Kohlebahntrasse am Concordiaschacht (2012)

Die Strecke Oelsnitz–Oelsnitz Kaisergrube wurde gleichzeitig mit der Bahnstrecke Stollberg–St. Egidien am 15. Mai 1879 eröffnet. Die am Streckenende gelegene Ladestelle befand sich direkt im Schachtgelände des Kaisergrubenschachtes II. Über Zweiggleise waren zudem der Concordia-Schacht II, der Hedwig- und Friedens-Schacht an die Strecke angeschlossen.